# Катастрофа Ан-148 в Подмосковье
Катастро́фа Ан-148 под Москвой — крупная авиационная катастрофа, произошедшая 11 февраля 2018 года. Авиалайнер Ан-148-100B авиакомпании «Саратовские авиалинии», выполнявший плановый внутренний рейс 6W703 по маршруту Москва—Орск, столкнулся с поверхностью земли вблизи села Степановское в Раменском районе Московской области через 6 минут после взлёта. Погибли все находившиеся на его борту 71 человек — 65 пассажиров и 6 членов экипажа.
Причина катастрофы по предварительным данным июня 2018 года — неверные действия экипажа.
Согласно окончательному отчёту МАК, катастрофа самолета Ан-148-100В RA-61704 произошла из-за ошибочных действий
экипажа на этапе набора высоты в инструментальных метеоусловиях при недостоверных
показаниях приборной скорости, вызванных обледенением (закупоркой льдом) всех трех
ППД, что привело к потере контроля за параметрами полета самолета, переводу его на
пикирование и столкновению с землей. Авиационное происшествие относится к категории
потери управления в полете (LOC-I).

## Сведения о рейсе 703

### Самолёт
Ан-148-100B (регистрационный номер RA-61704, заводской 27015040004, серийный 40-06/02-04) был выпущен 10 июня 2010 года «Воронежским акционерным самолётостроительным обществом» (ВАСО; входит в ОАК). 26 июня того же года совершил свой первый регулярный рейс в авиакомпании «Россия», которая являлась стартовым эксплуатантом Ан-148. С апреля 2015 года по январь 2017 года находился на хранении в аэропорту Пулково в Санкт-Петербурге из-за отказа авиакомпании «Россия» от эксплуатации самолётов Ан-148-100B в рамках корпоративной антикризисной программы.
8 февраля 2017 года был передан в сублизинг авиакомпании «Саратовские авиалинии». При передаче в феврале-марте 2017-го прошёл длительную (более 40 дней) доработку на заводе-изготовителе в Воронеже. Работы касались конструкции фюзеляжа; кроме того, лайнер перекрасили в фирменную ливрею «Саратовских авиалиний». В январе 2018 года самолёт прошёл форму технического обслуживания С-check: в числе прочего, были проверены агрегаты двигателей и элементы конструкции планера. Форма проводилась в присутствии специалистов украинского предприятия «Мотор Сич», которые совместно с «Саратовскими авиалиниями» ведут техническую эксплуатацию воздушных судов этого типа, — и была подтверждена лётная годность самолёта.
Лайнер был оснащён двумя турбовентиляторными двигателями Д-436-148 производства ЗМКБ «Прогресс». На день катастрофы совершил 8397 циклов «взлёт-посадка» и налетал 16 249 часов.
11 февраля борт RA-61704 выполнил несколько авиарейсов: Пенза—Москва (Домодедово), Москва—Саратов, Саратов—Москва, и далее, уже с новым экипажем, вылетел из Домодедово в Орск. Экипаж рейса менялся в соответствии с планом полётов.

### Экипаж
Состав экипажа рейса 6W703 был таким:
- Командир воздушного судна (КВС) — 51-летний Валерий Иванович Губанов. Окончил Тамбовское высшее военное авиационное училище. Управлял самолётами L-29, Ан-12, Ан-26 и Ту-134. В авиакомпании «Саратовские авиалинии» проработал 1 год и 5 месяцев (с сентября 2016 года). В должности командира Ан-148 — с 29 декабря 2017 года (до этого управлял им в качестве второго пилота). Налетал 5039 часов, 2311 из них на Ан-148 (82 из них в качестве КВС)[11][12]
- Второй пилот — 44-летний Сергей Арсенович Гамбарян. Окончил Южно-Уральский государственный университет, лётную подготовку проходил на базе авиационного учебного центра «ЧелАвиа»[13]. Управлял самолётами P2002 и P2006T. В авиакомпании «Саратовские авиалинии» проработал 6 месяцев (с августа 2017 года). В должности второго пилота Ан-148 — с 22 июня 2017 года (до этого управлял этим самолётом в авиакомпании «Ангара»). Налетал 860 часов, 720 из них на Ан-148.

В салоне самолёта работали две стюардессы:
- Анастасия Владимировна Славинская, 29 лет.
- Виктория Олеговна Коваль, 21 год.

Также в состав экипажа входили два авиатехника — 55-летний Олег Владимирович Сергеев и 49-летний Андрей Аркадьевич Ревякин, однако они летели как служебные пассажиры.

### Пассажиры
В данном рейсе на борту самолёта находились 65 пассажиров, в том числе трое несовершеннолетних: дети — 5 и 12 лет — и 17-летний подросток. Среди пассажиров — жители Орска, Новотроицка, Оренбургской области, Москвы, Санкт-Петербурга и других городов и регионов России, а также два иностранца — граждане Азербайджана и Швейцарии.
| Гражданство | Пассажиры | Экипаж | Всего |
| ----------- | --------- | ------ | ----- |
| Россия      | 63        | 6      | 69    |
| Азербайджан | 1         | 0      | 1     |
| Швейцария   | 1         | 0      | 1     |
| Всего       | 65        | 6      | 71    |

## Хронология событий

Схема полёта рейса 703

Высота и скорость полёта рейса 703

### Взлет, полет и первые проблемы
Вылет рейса 6W703 из аэропорта Домодедово был запланирован на 14:00 MSK, но фактически лайнер вылетел в 14:21 MSK. После этого, согласно расписанию, рейс 6W703 должен был прибыть в аэропорт Орска в 16:35 MSK и улететь обратно в Домодедово в 19:35. Согласно данным архива погоды, в Домодедово в это время наблюдался сильный ливневый снег, температура была −5 °С, нижний край облаков на высоте 330 метров, а ветер был скоростью 6 метров в секунду..

Из-за того, что самолёт из предыдущего рейса прибыл с опозданием на 2,5 часа, КВС отказывается от противообледенительного облива самолёта. Помимо этого, перед взлётом экипаж не выполнил карту контрольных проверок «На взлёте» и не включил обогрев ППД (приёмники полного давления). После взлёта экипаж включает автопилот. На высоте 700 метров скорость резко упала с 375 километров в час до 350.
Ого, вот это скорость упала! — КВС
На высоте 1100 метров показание скорости у пилотов отличаются — у КВС скорость 457 километров в час, у второго пилота — 470, третий датчик ППД давал показания 430 километров в час, реальная же скорость была 490 км/ч. У второго пилота показатели весь полёт будут ближе к правде, ведь его ППД остывал медленнее всех. На высоте 2000 метров (5 минута полёта) скорость становится ещё ниже, и Валерий Губанов переводит самолёт в снижение с вертикальной скоростью 20 м/с.
Эй, куда так сильно-то? — второй пилот.

Держи 400! (километров в час) — КВС.
Внезапно в одну секунду значение на командирском указателе скорости скачком выросло почти на 100 км/ч (с 390 до 480), что осталось без комментариев капитана. Так произошло из-за того, что система отбраковала датчик ППД 1, переключив пилотажные приборы КВС на отображение данных с ППД 3. В эту же секунду командир обратился ко второму пилоту, возмутившему его:
Ты чего! Режим убери чуть-чуть и всё. — КВС.
Куда ты вниз, нужно было вверх, чтобы скорость погасить. — второй пилот.

Вижу, вижу — КВС.
Звучит сигнализация OVERSPEED (скорость велика). На дисплее командира — 560 км/ч, реальная скорость — 580 км/ч.
Вверх, вверх! — второй пилот.

Сейчас, сейчас, сейчас! — КВС (голос раздражён) 
Пилоты переводят самолёт в набор высоты, скорость уменьшается. Самолёт на высоте 2000 метров стабилизирует скорость, доводя её до 480 км/ч.

### Падение
В данном подразделе указано московское время (UTC+3:00)
С 14:26:38 указатель скорости капитана показывает интенсивное падение приборной скорости из-за продолжающегося обледенения трубки Пито.
В 14:26:41—42, командир, видя потерю скорости, начинает опускать нос для разгона вплоть до пикирования, увеличив тягу двигателей до крейсерской с перегрузкой 0,35 g:
КВС: Оп, оп оп оп оп… 300 [км/ч], 290, твою мать!!!
ВП: Куда ты вниз…

КВС: Да потому что 250 [км/ч] скорость! Хорош пи…еть!
Из практики полетов при околонулевых и отрицательных перегрузках известно, что пилоты, впервые попавшие в состояние невесомости (даже если они пристегнуты привязными ремнями), в первые секунды теряют не только работоспособность, но и пространственную ориентировку. Кроме того, при перегрузках, близких к нулю, и отрицательных перегрузках в кабине самолёта «всплывают на воздух» не только незакрепленные предметы, но и также грязь и пыль, всегда присутствующие в кабине. Это происходит, как правило, неожиданно, с возникновением «пугающего» эффекта для экипажа. Также грязь и пыль, как правило, попадают в глаза и нос пилотов, ограничивая зрение и дыхание. Комиссия МАК не располагает данными, что кто-либо из двух пилотов имел до этого момента практическое представление о состоянии невесомости и, тем более, соответствующую тренировку.
14:26:45 — на КИСС появилось сообщение «ШАССИ ВЫПУСТИ». К этому времени самолёт находится на наибольшей высоте полёта — 1900 м.
14:26:48 — началось интенсивное снижение.
К 14:26:53 угол тангажа составлял 16° на пикирование.
14:26:54 — капитан увеличивает крутизну снижения, видя дальнейшее падение скорости до 200 км/ч и ниже, но режим работы двигателей был уменьшен.
14:26:56 — второй пилот безуспешно попытался привлечь внимание командира к высоте. Диалог:
ВП: Высота, высота!
КВС: Да хрен с ней, с высотой!
14:26:58 — на высоте ≈ 1500 м звучит сигнал об опасном сближении с землёй «PULL UP». К этому моменту угол тангажа составляет около 30° на пикирование, а скорость снижения — более 50 м/с.
14:27:00 — на высоте 1200 м второй пилот вмешивается в управление и тянет штурвал на набор высоты, КВС наоборот, тянет штурвал на пикирование. Усилия второго пилота составляли ≈ 39 кг, КВС — ≈ 42 кг, что почти не повлияло на курс. Действия второго пилота вызвали резкую реакцию капитана:

Ты куда?!! Не тяни, е*…!!!— Валерий Губанов
14:27:04 — зарегистрировано срабатывание сигнализации «СКОРОСТЬ ВЕЛИКА».
14:27:05 — на высоте ≈ 300—400 м над уровнем земли штурвалы были взяты на взлёт полностью, сразу после кратковременного отклонения капитанского штурвала на снижение, скорее всего из-за того, что пилоты увидели стремительно приближающуюся землю.
14:27:07 — самолёт разбился на скорости ≈ 800 км/ч и с углом тангажа около 30°.
Самолёт полностью разрушился, к месту направились медики, но было уже поздно. Все 71 человек на борту погибли. Изначально самолёт был принят за почтовый АК Почта России, однако представитель компании опроверг данную информацию.

## Реакция
Соболезнования родным и близким погибших в катастрофе выразили президент России Владимир Путин, председатель Правительства России Дмитрий Медведев, главы субъектов Российской Федерации и другие высокопоставленные российские чиновники; генеральный секретарь Совета Европы Турбьёрн Ягланд; главы государств и правительств других стран.
В Московской и Оренбургской областях 12 февраля 2018 года было объявлено днём траура.
12 февраля авиакомпания «Саратовские авиалинии» временно приостановила эксплуатацию оставшихся самолётов Ан-148. С 16 февраля, после внеочередных технических проверок самолётов, полёты были возобновлены.
Работу с близкими погибших проводила Орская епархия Русской православной церкви.
Согласно видео, опубликованному Юлией Синициной, родственницей одной из погибших пассажиров, на 9 апреля 2018 года на месте катастрофы оставались вещи пассажиров, обломки самолёта и останки тел погибших.

## Расследование
Следственным комитетом Российской Федерации (СК РФ) было возбуждено уголовное дело по части 3 статьи 263 УК РФ («Нарушение правил безопасности движения и эксплуатации воздушного транспорта, повлёкшее по неосторожности смерть двух или более лиц»), также было начато расследование Межгосударственным авиационным комитетом (МАК).
По сообщению СК РФ, основными версиями причин катастрофы были плохие погодные условия, ошибки экипажа, а также техническая неисправность (рассматриваемые как по отдельности, так и в сочетании), а также «другие возможные варианты развития событий». Также не исключалась и возможность террористического акта. Официальное уведомление о катастрофе направлено на Украину — государство-разработчик самолёта и государство-разработчик и производитель его двигателей.
Было установлено, что в момент падения самолёт находился в целости, возгорания на борту не было, взрыв произошёл в результате столкновения самолёта с землёй. Также имелась официально не подтверждённая информация, что двигатели самолёта работали вплоть до удара о землю. Момент удара самолёта о землю был зафиксирован камерой видеонаблюдения на одном из находившихся неподалёку частных домов.
12 февраля были найдены оба бортовых самописца, они были доставлены в лабораторию МАК для расшифровки.
Как показал первичный анализ данных самописцев, причиной катастрофы могли стать дезориентировавшие экипаж неверные показания скорости самолёта от обледеневших приёмников полного давления (ППД) при выключенном состоянии систем их обогрева. Это подтверждается и записью аварийного речевого самописца: непосредственно перед вылетом пилоты читали вслух контрольную карту, действуя в соответствии с её указаниями, но обогрев приёмников полного давления так и не включили, несмотря на предупреждающую индикацию. Вскоре после взлёта внимание пилотов было привлечено к отличавшимся и при этом критически низким показаниям скорости на приборах; КВС пытался добиться увеличения показаний путём введения самолёта в пикирование, в то время как второй пилот указывал на недопустимость таких действий. При этом взаимодействие в экипаже проходило в условиях психоэмоционального напряжения (на записи речевого самописца слышна ругань со стороны КВС). Разнонаправленные и несогласованные действия экипажа по исправлению ситуации оказались безуспешными вплоть до столкновения с землёй.
Согласно данным расшифровки бортовых самописцев, пилоты не включили обогрев датчиков определения скорости (ППД), и в ходе набора высоты произошло их обледенение. КВС получил неверные сведения о падении скорости и принял меры по разгону самолёта путём его перевода в пикирование. При этом в нарушение инструкции был превышен угол наклона самолёта, из-за которого тот потерял управление.
7 ноября 2018 года был опубликован промежуточный отчёт расследования МАК.
11 июня 2019 года был опубликован окончательный отчёт расследования МАК.

Катастрофа самолета Ан-148-100В RA-61704 произошла из-за ошибочных действий
экипажа на этапе набора высоты в инструментальных метеоусловиях при недостоверных
показаниях приборной скорости, вызванных обледенением (закупоркой льдом) всех трех
ППД, что привело к потере контроля за параметрами полета самолета, переводу его на
пикирование и столкновению с землей. Авиационное происшествие относится к категории
потери управления в полете (LOC-I).
В ходе расследования выявлены системные недостатки в определении факторов
опасности и контроле уровня риска, неработоспособность системы управления
безопасностью полетов в авиакомпании и отсутствие контроля за уровнем подготовки
членов экипажа со стороны авиационных властей всех уровней, что привело к выдаче
свидетельств авиационного персонала и допуску к полетам экипажа, не в полной мере
удовлетворяющего квалификационным требованиям.
Наиболее вероятно, способствующими факторами явились:
спешка экипажа при подготовке к полету из-за позднего прибытия ВС из
предыдущего рейса и попытки «нагнать» время;
пропуск экипажем операции по включению обогрева ППД перед взлетом и
невыполнение раздела контрольной карты «ПЕРЕД ВЗЛЕТОМ», которым предусмотрен
контроль данного действия;
конструктивные особенности самолета Ан-148 в части наличия ограничений на
продолжительность работы обогрева ППД на земле, приведшие в реальных условиях
эксплуатации к необходимости вынесения операций по контролю включения обогрева ППД
и соблюдения принципа «темной кабины» в отдельный раздел контрольной карты «ПЕРЕД
ВЗЛЕТОМ», который выполняется непосредственно перед началом разбега для взлета, что
создает дополнительные риски пропуска данных операций. В РЛЭ указанные действия
предусмотрены в разделе «НА ИСПОЛНИТЕЛЬНОМ СТАРТЕ»;
систематическое невыполнение экипажами авиакомпании принципа «темной
кабины» и требований РЛЭ, что способствовало «привыканию» к выполнению взлета с
наличием на КИСС аварийных и предупреждающих сообщений и не позволило выявить
факт невключения обогрева ППД. В аварийном полете перед взлетом на КИСС
отображалось шесть предупреждающих сообщений, включая три сообщения об отсутствии
обогрева ППД;
конструктивные особенности самолета Ан-148, связанные с невозможностью
отключить отображение на КИСС ряда предупреждающих сообщений даже при
выполнении всего комплекса работ, предусмотренных ГПМО при обеспечении вылета с
отложенными дефектами;
низкая культура безопасности полетов в авиакомпании.

7 июня 2024 года Раменский городской суд Московской области прекратил уголовное дело по факту крушения самолета.